# کویون ۹۳۹۲
سیارک ۹۳۹۲ (به انگلیسی: 9392 Cavaillon، نامگذاری:1994PK7) نه هزار و سیصد و نود و دومین سیارک کشف شده‌است که در ۱۰ اوت ۱۹۹۴ کشف شد.
قدر مطلق سیارک برابر ۱۷.۰ است.